# 1 500 mètres nage libre féminin aux championnats du monde de natation 2024
Cet article traite de l'épreuve féminine. Pour la compétition masculine, voir 1500 mètres nage libre masculin aux championnats du monde de natation 2024.
Le 1500 mètres nage libre féminin est une épreuve de natation sportive des championnats du monde de natation 2024. Elle a lieu le 12 et 13 février 2024 à Doha au Qatar.

## Records
Avant cette compétition, les records dans cette discipline étaient :
| Record du monde       | 15 min 20 s 48 | Katie Ledecky | 16 mai 2018 | Indianapolis, États-Unis |
| Record du championnat | 15 min 25 s 48 | Katie Ledecky | 4 août 2015 | Kazan, Russie            |

## Résultats détaillés
Les 8 meilleurs temps se qualifient en finale (Q).

### Séries
| Rang | Série | Ligne | Nageuse                  | Pays             | Temps    | Commentaire |
| ---- | ----- | ----- | ------------------------ | ---------------- | -------- | ----------- |
| 1    | 3     | 4     | Simona Quadarella        | Italie           | 16:02.96 | Q           |
| 2    | 3     | 5     | Isabel Marie Gose        | Allemagne        | 16:10.60 | Q           |
| 3    | 2     | 5     | Li Bingjie               | Chine            | 16:13.61 | Q           |
| 4    | 2     | 3     | Maddy Gough              | Australie        | 16:14.48 | Q           |
| 5    | 2     | 4     | Anastasiia Kirpichnikova | France           | 16:14.76 | Q           |
| 6    | 2     | 6     | Yang Peiqi               | Chine            | 16:14.85 | Q           |
| 7    | 2     | 2     | Eve Thomas               | Nouvelle-Zélande | 16:16.43 | Q           |
| 8    | 3     | 2     | Kristel Kobrich          | Chili            | 16:16.62 | Q           |
| 9    | 3     | 6     | Kate Hurst               | États-Unis       | 16:17.83 |             |
| 10   | 2     | 1     | Caitlin Deans            | Nouvelle-Zélande | 16:17.98 |             |
| 11   | 3     | 7     | Agostina Hein            | Argentine        | 16:21.68 |             |
| 12   | 3     | 3     | Beatriz Dizotti          | Brésil           | 16:25.90 |             |
| 13   | 3     | 0     | Ichika Kajimoto          | Japon            | 16:27.96 |             |
| 14   | 3     | 8     | Gan Ching Hwee           | Singapour        | 16:29.74 |             |
| 15   | 2     | 7     | Tamila Holub             | Portugal         | 16:31.64 |             |
| 16   | 2     | 0     | Ajna Késely              | Hongrie          | 16:34.84 |             |
| 17   | 3     | 1     | Kayla Han                | États-Unis       | 16:35.02 |             |
| 18   | 1     | 4     | Stephanie Houtman        | Afrique du Sud   | 16:35.39 |             |
| 19   | 2     | 8     | Alisee Pisane            | Belgique         | 16:37.91 |             |
| 20   | 3     | 9     | Imani de Jong            | Pays-Bas         | 16:43.55 |             |
| 21   | 2     | 9     | Lucie Hanquet            | Belgique         | 16:48.23 |             |
| 22   | 1     | 5     | Nip Tsz Yin              | Hong Kong        | 17:04.85 |             |
| 23   | 1     | 3     | Malak Meqdar             | Maroc            | 18:06.86 |             |

### Finale
| Rang               | Ligne | Nageuse                  | Pays      | Temps          |
| ------------------ | ----- | ------------------------ | --------- | -------------- |
| Médaille d'or      | 4     | Simona Quadarella        | Italie    | 15 min         |
| Médaille d'argent  | 3     | Li Bingjie               | Chine     | 15 min 56 s 62 |
| Médaille de bronze | 5     | Isabel Marie Gose        | Allemagne | 15 min 57 s 55 |
| 4                  | 1     | Eve Thomas               | Australie | 16 min 9 s 43  |
| 5                  | 2     | Anastasiia Kirpichnikova | France    | 16 min 12 s 98 |
| 6                  | 7     | Yang Peiqi               | Chine     | 16 min 13 s 08 |
| 7                  | 6     | Maddy Gough              | Australie | 16 min 16 s 85 |
| 8                  | 8     | Kristel Kobrich          | Chili     | 16 min 18 s 90 |